# Ластовцы (Хмельницкая область)
Ластовцы (укр. Ластівці) — село в Каменец-Подольском районе Хмельницкой области Украины.
Население по переписи 2001 года составляло 591 человек. Почтовый индекс — 32364. Телефонный код — 3849. Занимает площадь 2,865 км².

## Местный совет
32364, Хмельницкая обл., Каменец-Подольский р-н, с. Ластовцы